# Campionati nordici di lotta 1983
I campionati nordici di lotta 1983 si sono svolti a Næstved, in Danimarca. 

## Podi

### Lotta greco-romana
| Evento        | Oro                   | Argento                | Bronzo          |
| Fino a 48 kg  | Patrik Magnusson      | Danny Mankowitz        | Anders Hansen   |
| Fino a 52 kg  | Jon Rønningen         | Per Nielsen            | Taisto Halonen  |
| Fino a 57 kg  | Mikael van Ampt       | Ole Petter Kristiansen | Bjarne Nielsen  |
| Fino a 62 kg  | Morten Brekke         | Markku Kitterfeldt     | Lars Fonnesbech |
| Fino a 68 kg  | Gerry Svensson        | Jaakko Talvitie        | Atle Stoeve     |
| Fino a 74 kg  | Roger Tallroth        | Tapio Sipilä           | Jan-Roger Olsen |
| Fino a 82 kg  | Klaus Mysen           | Lennart Lundell        | Timo Lehto      |
| Fino a 90 kg  | Frank Andersson       | Toni Hannula           | Arnt E.Andersen |
| Fino a 100 kg | Karl-Johan Gustavsson | Allan Karng            | Ove Gundersen   |
| Oltre 100 kg  | Tomas Johansson       | Roy Fjellbu            | Oluf Kristensen |